# Svarttjärnen (Anundsjö socken, Ångermanland, 705160-158181)
Svarttjärnen är en sjö i Örnsköldsviks kommun i Ångermanland och ingår i Moälvens huvudavrinningsområde.